# Devin Nunes
Devin Gerald Nunes (ur. 1 października 1973 w Tulare) – amerykański polityk, członek Partii Republikańskiej i kongresman ze stanu Kalifornia (od 2003 do 2013 z 21. okręgu wyborczego, a następnie z 22. okręgu).

## Odznaczenia
- Prezydencki Medal Wolności (2021)[1]
- Krzyż Wielkiego Oficera Orderu Infanta Henryka (Portugalia, 2013)[2]
- Krzyż Komandorski Orderu Gwiazdy Rumunii (Rumunia, 2017)[3]